# 埃克托·巴尔达斯

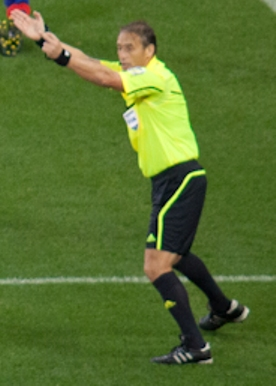
埃克托·巴尔达斯

埃克托·巴尔达斯（Héctor Baldassi，1966年1月5日—），阿根廷足球裁判，也是2010年世界盃足球賽的主球證之一。

## 生涯
巴尔达斯於1998年開始為當地的聯賽判法，兩年後，他通過考核成為國際賽事的裁判，並於7月25日為智利對委內瑞拉的球賽判法，這是他第一場判法的國際性賽事。
2004年，巴尔达斯成為當屆美洲國家盃的主裁判。4年後，他為幾場的南美自由盃判法，當中包括決賽。同年，他又為北京奧運判法。2010年，他成為南非世界盃的主裁判，並會為塞爾維亞對加納的分組賽執法。